# Kanianka amerykańska
Kanianka amerykańska (Cuscuta gronovii) – gatunek rośliny pasożytniczej z rodziny powojowatych (Convolvulaceae). Pochodzi z Ameryki Północnej, introdukowany i zadomowiony m.in. w Europie. W Polsce gatunek bardzo rzadko, przejściowo zawlekany (efemerofit).

## Morfologia

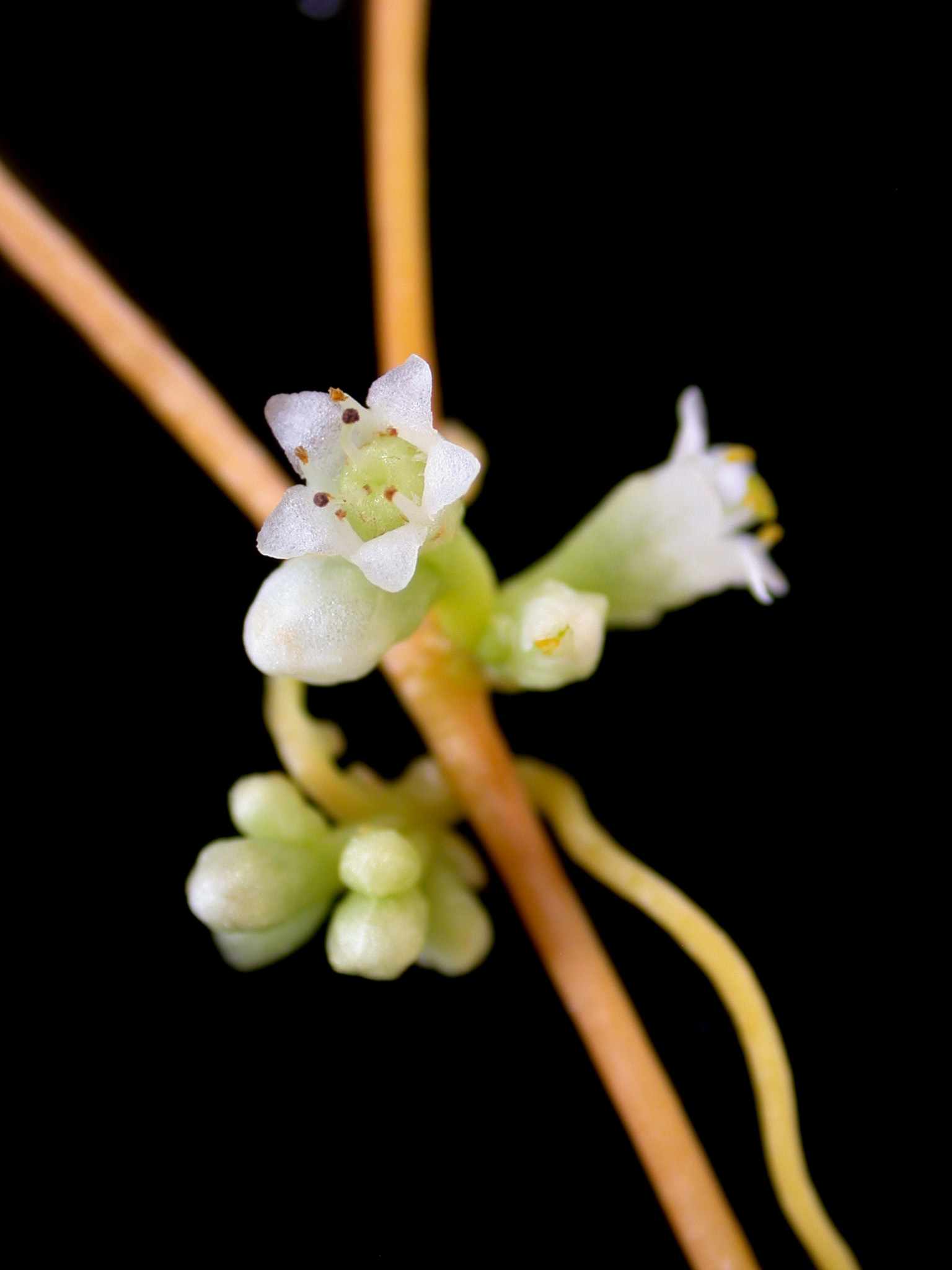
Kwiaty

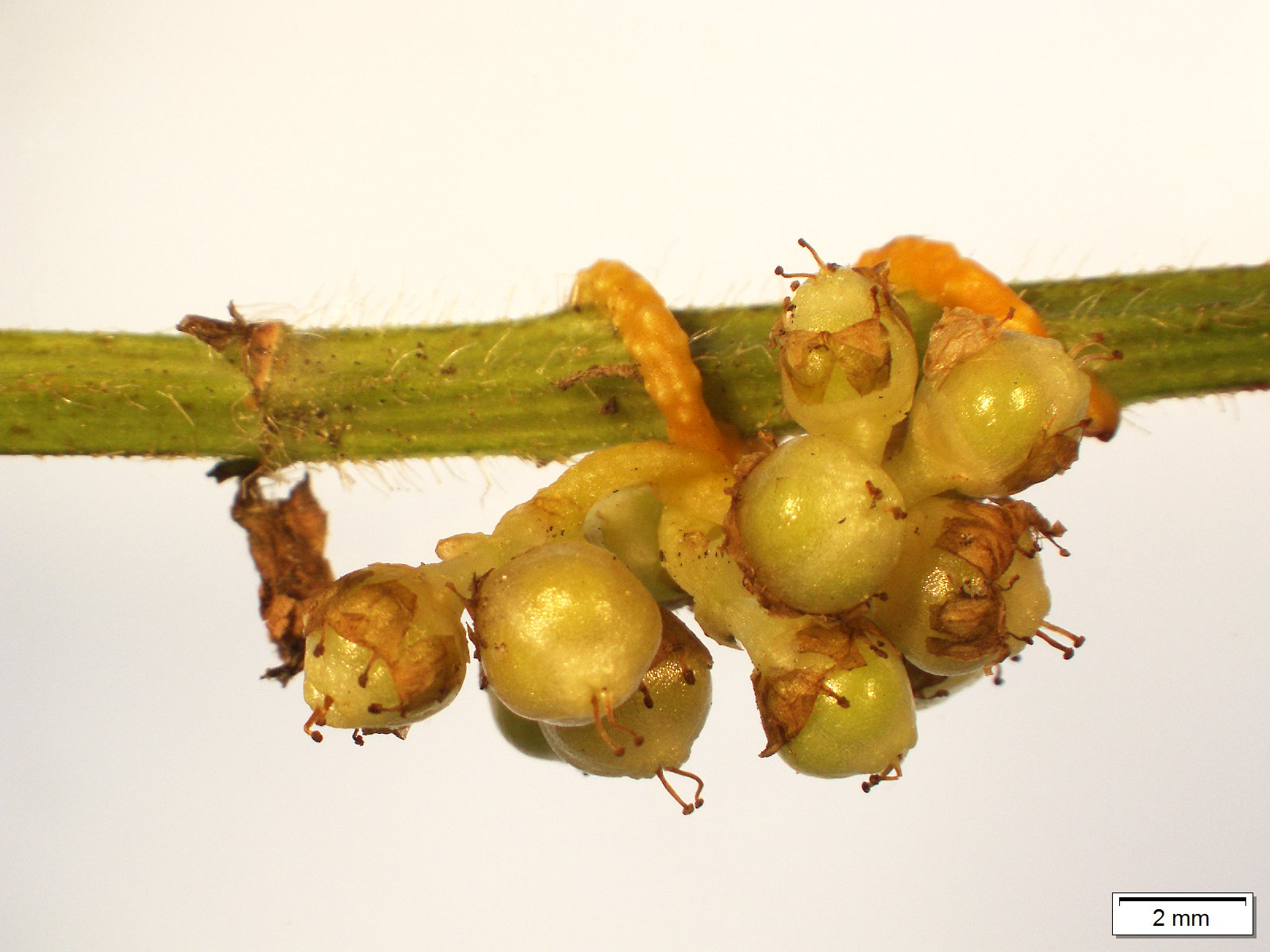
Owoce

ŁodygaPnąca, z licznymi ssawkowatymi wyrostkami, żółtawozielonkawa. Dorasta do 3 m długości.
LiścieSilnie zredukowane do małych, niezielonych łusek.
KwiatyDrobne, zebrane po 8–12 w luźne, kulistawe pęczki. Kwitnie od czerwca do sierpnia.
OwoceKilkunasienna kulista torebka.

## Biologia i ekologia
- Roślina pasożytnicza, bezzieleniowa, jest pasożytem całkowitym, obligatoryjnym. Owija się dookoła rośliny żywicielskiej, z której czerpie wodę i substancje organiczne za pomocą ssawek wyrastających z łodygi. Ssawki wrastają do wiązek przewodzących rośliny żywicielskiej. Często spotykany autoparazytyzm. Pasożytuje najczęściej w zaroślach nadrzecznych, na wierzbach, astrach.
- Roślina uznana w Ameryce Północnej za szkodliwy chwast[6].